# خوک‌آهوی توگیان
خوک‌آهوی توگیان (نام علمی: Babyrousa togeanensis) نام یک گونه از سرده خوک‌آهو است.